# Años 1710
Los años 1710 fueron una década que comenzó el 1 de enero de 1710 y finalizó el 31 de diciembre de 1719.

## Acontecimientos
- Batalla de Siracusa (1710)
- 13 de octubre de 1715: Fallecimiento de Nicolas Malebranche.
- 14 de noviembre de 1716: Fallecimiento de Godofredo Guillermo Leibniz.

## Personas destacadas
- David Hume
- Jean Jacques Rousseau